# Беккерт, Патрик
Патрик Беккерт (нем. Patrick Beckert) — немецкий конькобежец; Участник зимних Олимпийских Игр 2010, 2014, 2018 и 2022 годов, 3-кратный бронзовый призёр чемпионатов мира, 24-кратный чемпион Германии и 6-кратный призёр, 12-кратный рекордсмен Германии, действующий рекордсмен Германии на дистанциях 5000 и 10 000 метров.

## Биография
Патрик Беккерт родился в Эрфурте, в спортивной семье. Его мать Анжела занималась конькобежным спортом, отец Детлеф был гандболистом, а старшая сестра Штефани Беккерт являлась олимпийской чемпионкой и членом сборной Германии по конькобежному спорту. Он начал кататься на коньках в возрасте 2-х лет. В детстве он хотел стать хоккеистом, но из-за телевизионных трансляций соревнований по конькобежному спорту и учитывая семейную обстановку, он принял решение и в 7 лет стал заниматься конькобежным спортом в клубе "ESC Erfurt".
С 2002 года участвовал в юниорских чемпионатах Германии по многоборью в своей возрастной категории. В 2007 году на дебютном чемпионате мира среди юниоров в Инсбруке завоевал серебро в командной гонке. Он также повторил этот результат и 2009 году в Закопане. С 2008 года Патрик дебютировал на взрослом чемпионате Германии и уже в 2010 году стал 2-м в забеге на 5000 м. В том же 2010 впервые выступил на Кубке мира и на чемпионате Европы в многоборье.
На своих первых зимних Олимпийских Играх в Ванкувере в 2010 году он участвовал на дистанции 5000 метров и занял 22-е место. В качестве резервиста был также заявлен на дистанции 1000 м и после того как с дистанции снялся Энрико Фабрис, то Беккерт должен был выйти на старт, но до него не успели вовремя дозвониться и ко старту он не успел. После игр на чемпионате мира в Херенвене занял предпоследнее 23-е место в сумме многоборья.
На чемпионате мира на отдельных дистанциях в Инцелле Патрик занял 12-е место в забеге на 5000 м. Также стал третьим в Москве на этапе Кубка мира в командной гонке. В Кубке мира сезона 2011/2012 в командной гонке трижды становился третьим на этапах. В феврале на чемпионате мира в Москве стал 10-м в сумме многоборья, а в марте на чемпионате мира в Херенвене занял 6-е место в командной гонке и 8-е в беге на 5000 м. Через год  в Сочи он повторил результат, только вместо 5000 м, стал 8-м на 10 000 м.
В сезоне 2013/14 Патрик взял первую индивидуальную медаль на Кубке мира в Казахстане. Он выиграл бронзу в забеге на 10 000 м. В феврале 2014 года на зимних Олимпийских Играх в Сочи он занял 8-е место на дистанции 5000 м, 6-е на 10 000 м и 23-е на 1500 м. В марте на закрытии сезона стал третьим в забеге на 5000 м на этапе Кубка мира в Инцелле. С сезона 2014/15 и по 2023 год на чемпионате Германии ему не было равных на дистанциях 1500, 5000 и 10 000 метров. На чемпионате мира в Херенвене выиграл свою первую бронзовую медаль в забеге на 10 000 метров.
Сезон 2015/16 Патрик провёл в голландской профессиональной команде "Justlease". В феврале на чемпионате мира на отдельных дистанциях в Коломне занял 4-е места в забегах 5000 и 10 000 м. И в марте на чемпионате мира в Инцелле поднялся на 7-е место в сумме многоборья. В сезоне 2016/17 он стал 2-м на Кубке мира в Астане в забеге на 5000 м. На чемпионате мира на отдельных дистанциях в Канныне выиграл бронзовую медаль на дистанции 10 000 м и на чемпионате мира в классическом многоборье вновь стал 7-м.
Сезон 2017/18 Беккерт начал со 2-го и 3-го места в забеге на 5000 м на этапах Кубка мира в Калгари и Солт-Лейк-Сити. На своих третьих зимних Олимпийских Играх в Пхёнчхане стал 10-м на дистанции 5000 м и 7-м на 10 000 м. На следующий год на чемпионате мира в Инцелле занял 6-е место в беге на 5000 м и 4-е на 10 000 м. На чемпионате мира в Солт-Лейк-Сити в феврале 2020 года Патрик завоевал бронзовую медаль на дистанции 10 000 метров, улучшив свой собственный рекорд Германии почти на пять секунд на самом быстром льду в мире за 12:47,934 сек.
После пандемии коронавируса в 2021 году он участвовал только на чемпионате мира в Херенвене и стал 9-м на дистанциях 5000 м 10 000 м. В феврале 2022 года на зимних Олимпийских Играх в Пекине Патрик занял 11-е место в забеге на 5000 м и 7-е на 10 000 м. Из-за травмы, которая так и не вылечилась должным образом за последние несколько лет, он впервые в своей карьере не смог выйти на лед и был вынужден пропустить сезон 2022/23. В 2024 году на чемпионате Германии впервые за 9 лет он остался без золота на своих коронных дистанциях, заняв 2-е места на 5000 и 10 000 м.

## Награды
- 2011 год - назван лучшим спортсменом года в Тюрингии.
- 2016, 2017, 2020 года - назван спортсменом года в Эрфурте.[9]

## Спортивные результаты
| Год  | Чемпионат Германии на отдельных дистанциях | Чемпионат Европы многоборье | Чемпионат мира многоборье | Чемпионат мира на отдельных дистанциях   | Олимпийские игры                | Чемпионат мира юниоры  |
| ---- | ------------------------------------------ | --------------------------- | ------------------------- | ---------------------------------------- | ------------------------------- | ---------------------- |
| 2007 |                                            |                             |                           |                                          |                                 | NC28 · Командная гонка |
| 2008 | 5e 5000 м                                  |                             |                           |                                          |                                 | 20e · Командная гонка  |
| 2009 | 5000 м                                     |                             |                           |                                          |                                 |                        |
| 2010 |                                            | NC19                        | NC18                      |                                          | 22e 5000 м                      |                        |
| 2011 | 4e 1500 м · 5000 м                         |                             |                           | 12e 5000 м                               |                                 |                        |
| 2012 | 1500 м · 5000 м                            | NC14                        | 10e                       | 21e 1500 м 8e 5000 м 6e Командная гонка  |                                 |                        |
| 2013 |                                            |                             |                           | 9e 5000 м 8e 10 000 м 6e Командная гонка |                                 |                        |
| 2014 |                                            |                             |                           |                                          | 23e 1500 м 8e 5000 м 6e 10000 м |                        |
| 2015 |                                            |                             | NC17                      | 7e 5000 м · 10 000 м · 16e масс-старт    |                                 |                        |
| 2016 |                                            |                             | 7e                        | 4e 5000 м 4e 10 000 м                    |                                 |                        |
| 2017 |                                            |                             | 7e                        | 7e 5000 м · 10 000 м                     |                                 |                        |
| 2018 |                                            |                             |                           |                                          | 10e 5000 м 7e 10 000 м          |                        |
| 2019 |                                            |                             | NC15                      | 6e 5000 м 4e 10 000 м                    |                                 |                        |
| 2020 |                                            |                             |                           | 6e 5000 м · 10 000 м                     |                                 |                        |
| 2021 |                                            |                             |                           | 9e 5000 м 9e 10 000 м                    |                                 |                        |
| 2022 |                                            |                             |                           |                                          | 11e 5000 м 7е 10 000 м          |                        |

- NC = не отобрался на заключительную дистанцию

## Семья и личная жизнь
Патрик Беккерт числится военнослужащий бундесвера в звании унтер–офицера. В семье Беккертов шесть братьев и сестёр и все занимались конькобежным спортом. С апреля 2016 года его брат Педро является тренером Патрика. Сестра Джессика соревновалась в юниорских соревнованиях. Патрик ежедневно тренируется вместе с Педро.